# Elettrofoni

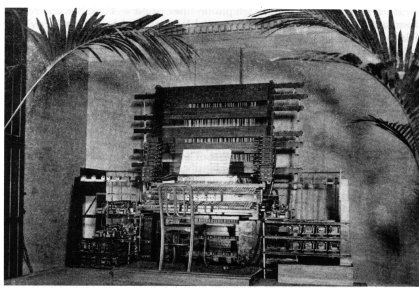
Telharmonium, Thaddeus Cahill 1897

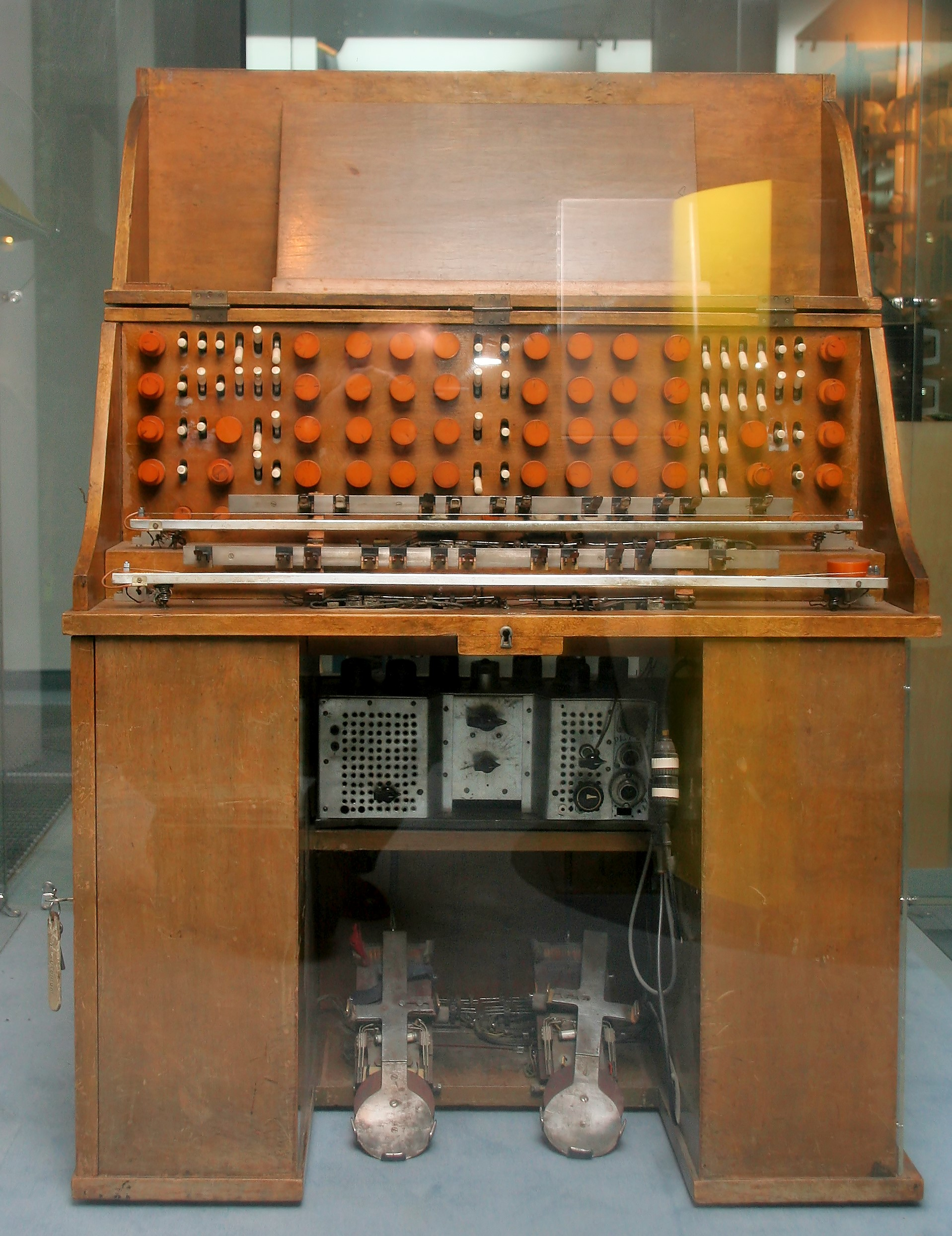
Sintetizzatore analogico Trautonium, 1930

Le categorie degli elettrofoni o artificiofoni raggruppano gli  strumenti musicali in cui il suono viene generato per mezzo di artifici tecnici, in particolare per mezzo di una circuitazione elettrica o un dispositivo elettromagnetico.
Questa categoria è stata aggiunta alla classificazione di Hornbostel-Sachs del 1914, solo dopo la revisione a cura della Galpin Society Journal, nel 1937.
Uno strumento che fa uso dell'elettricità per amplificare il suo suono, ma non per generarlo, non è classificato fra gli strumenti elettrofoni.
Il suono prodotto dai primi strumenti elettrofoni era basato sull'amplificazione diretta di una forma d'onda generata da un oscillatore. Questa sintesi di generazione è definita analogica. Sebbene il progresso abbia destinato questa tecnologia ai musei, questi strumenti sono ancora discretamente diffusi, e in alcuni casi persino molto ricercati sul mercato del vintage. Fra questi si può citare il minimoog.
Sebbene non faccia uso di oscillatori elettronici ma di un sistema di generazione elettromeccanica (tonewheel), tra gli elettrofoni può essere annoverato anche l'organo Hammond, brevettato nel 1934 dall'orologiaio Laurens Hammond.
La filosofia della famiglia di strumenti permette ogni forma di strumento immaginabile, tra cui l'esempio più eclatante è il theremin, in cui manca ogni contatto fisico con il musicista.
La diffusione dei circuiti integrati nell'industria degli strumenti musicali, ha permesso di incorporare sofisticati dispositivi in grado di riprodurre un suono registrato digitalmente, il campionatore. È questo il momento in cui la sintesi analogica viene soppiantata da quella digitale. I sintetizzatori diventano quindi macchine in grado di riprodurre tutti gli strumenti musicali, e non solo.
Questi strumenti vengono utilizzati in particolare per la musica elettronica.

## Strumenti elettrofoni
- Batteria elettronica
- Campionatore
- Clavicembalo elettronico
- Drum machine
- Guitar synth
- Mellotron
- Onde Martenot
- Organo elettronico
- Otamatone
- Pianoforte digitale
- Sintetizzatore Moog
- Synclavier
- Telharmonium
- Theremin
- Singing arc
- Stilofono